# Wilton, Iowa
Wilton là một thành phố thuộc quận Muscatine, tiểu bang Iowa, Hoa Kỳ. Năm 2010, dân số của thành phố này là 2802 người.

## Dân số
Dân số qua các năm:
- Năm 2000: 2829 người.
- Năm 2010: 2802 người.